# Майер, Леонтий Леонтьевич
Леонтий Леонтьевич Майер (1839—1906) — инженер-генерал, член Военного совета Российской империи.

## Биография
Происходил из немецких дворян Санкт-Петербургской губернии, родился 13 сентября 1839 года. 16 ноября 1856 года был зачислен в Николаевское инженерное училище, из которого выпущен 16 июня 1859 года в военные инженер-прапорщики.
В 1862 году окончил курс Николаевской инженерной академии, с наименованием «отличнейшим», причём 19 сентября 1861 года за успехи в науках был произведён в подпоручики, и 14 августа 1862 года с переименованием в прапорщики гвардии назначен на службу в лейб-гвардии Сапёрный батальон, в котором и оставался до 1873 года. В течение этого времени получил чины подпоручика (30 августа 1862 года), поручика (30 августа 1865 года) и штабс-капитана (31 марта 1868 года); там он исправлял должность делопроизводителя и председателя хозяйственного комитета и заведовал хозяйством батальона. 27 марта 1873 года Майер был прикомандирован к Главному инженерному управлению для исправления должности штаб-офицера для особых поручений и 30 августа произведён в капитаны.
27 марта 1877 года произведён в полковники с утверждением в занимаемой должности при Главном управлении и переводом в военные инженеры. В сентябре месяце того же года был командирован в Действующую армию на Балканах в распоряжение генерал-адъютанта Тотлебена, перешёл границу, переправился через Дунай и 7 октября прибыл по назначению в Плевненский отряд обложения. Состоя при генерал-адъютанте Тотлебене, Майер участвовал в сражениях под Плевной и при взятии и пленении армии Османа-паши в присутствии императора Александра II, причём за отличия награждён золотой саблей с надписью «За храбрость». В 1878 году вновь состоял при Тотлебене, назначенном Главнокомандующим армией, при котором исправлял различныя поручения; был членом смешанной комиссии для определения демаркационной полосы между русскими и турецкими войсками, расположенными в виду Константинополя.
4 марта 1879 года был назначен начальником инженеров оккупационных войск, а по закрытии оккупационных управлений возвратился в Главное инженерное управление и вслед затем получил должность для поручений, положенную по штату в чине генерал-майора.
23 марта 1883 года назначен совещательным членом Артиллерийского комитета Главного артиллерийского управления; 16 декабря 1886 года — членом распорядительной комиссии по оборонительным сооружениям; 5 апреля 1887 года — произведён в генерал-майоры. Вместе с тем участвовал в трудах различных комиссий: по вооружению крепостей, по устройству и образованию войск и разработке различных наставлений; присутствовал на крепостных маневрах под Варшавой и Новогеоргиевском (в 1889 году) и был командирован в крепость Динамюнде (Усть-Двинск) для специальной разработки данных по сооружению оснований под береговые орудия (в 1884 году), на заводы Круппа в Эссене для ознакомления с детальным устройством оснований под береговые орудия больших калибров и на завод Грюзона в Букау для ознакомления с новыми усовершенствованиями, сделанными в Грюзоновских башнях и брустверах и исполнял другие специальные поручения.
8 января 1892 года Майер был назначен членом Инженерного комитета Главного инженерного управления. 20 ноября 1895 года произведён в генерал-лейтенанты, с увольнением за болезнью от службы с мундиром и пенсией и около трёх лет находился в отставке.
9 ноября 1898 года снова определён на службу с чином генерал-лейтенанта помощником начальника Главного инженерного управления и, состоя в этой должности, неоднократно исправлял обязанности Главного начальника инженеров. В мае 1899 года утверждён членом комиссии по вооружению крепостей; в ноябре 1904 года назначен постоянным членом Главного крепостного комитета и 22 марта 1905 года — членом Военного совета.
3 января 1906 года произведён в инженер-генералы с увольнением от службы с мундиром и пенсией. Военный министр А. Ф. Редигер, бывший инициатором увольнения Майера, характеризовал его как человека «ничем не выдающегося».
Скончался 30 января 1910 года.

## Награды
Среди прочих наград Майер имел ордена:
- Орден Святой Анны 3-й степени (1869 год)
- Орден Святого Станислава 2-й степени (1871 год)
- Орден Святого Владимира 4-й степени (1874 год)
- Орден Святой Анны 2-й степени (1878 год)
- Золотая сабля с надписью «За храбрость» (31 октября 1878 года)
- Орден Святого Владимира 3-й степени (1879 год)
- Орден Святого Станислава 1-й степени (1890 год)
- Орден Святой Анны 1-й степени (30 августа 1893 года)
- Орден Святого Владимира 2-й степени (23 января 1901 года)
- Орден Белого орла (5 октября 1904 года)